# Raionul Ustînivka, Kirovohrad
Ustînivka (în ucraineană Устинівський район, transliterat: Ustînivskîi raion) este un raion în regiunea Kirovohrad, Ucraina. Reședința sa este așezarea de tip urban Ustînivka.

## Demografie
Componența lingvistică a raionului Ustînivka
     Ucraineană (95,61%)
     Rusă (2,32%)
     Alte limbi (1,34%)
Conform recensământului din 2001, majoritatea populației raionului Ustînivka era vorbitoare de ucraineană (95,61%), existând în minoritate și vorbitori de rusă (2,32%).